# Rodolfo Acosta Muñoz
Rodolfo Acosta Muñoz (Ciudad Jiménez, Chihuahua) es un profesor, rector, jurista y político mexicano. Se desempeñó como presidente del Supremo Tribunal de Justicia de Chihuahua de 2007 a 2010.

## Biografía
Acosta Muñoz es licenciado en Derecho por la Universidad Autónoma de Chihuahua (UACH), en 1968. Posteriormente completó sus estudios y desempeñó el cargo de director de la Facultad de Derecho por ocho años, llegando también a ser rector provisional de la UACH entre septiembre y octubre de 1985.
Ha sido diputado al Congreso del Estado de Chihuahua en la LVI Legislatura de 1989 a 1992, magistrado Penal y director general del Colegio de Bachilleres del Estado de Chihuahua de 1994 a 1998. El 4 de octubre de 2007 fue elegido presidente del Supremo Tribunal de Justicia del Estado de Chihuahua, por 16 votos a favor, una abstención y un voto modificado y contabilizado a favor.
El 5 de octubre de 2010 terminó su periodo como presidente del Supremo Tribunal de Justicia de Chihuahua rechazando la posibilidad de reelegirse. En su periodo se implementó el nuevo sistema de justicia penal del Estado de Chihuahua, el cual es considerado un ejemplo a seguir en el resto del país.
Actualmente imparte clases en la Facultad de Derecho de la Universidad Autónoma de Chihuahua, en donde imparte cátedra sin recibir salario alguno, brindando clases por el gusto de hacerlo.
El 25 de noviembre de 2010 recibió la Presea al Mérito Judicial "Manuel Cresencio García Rejón y Alcalá" por parte de la Comisión Nacional de Tribunales Superiores de Justicia, siendo elegido por 23 de los 24 Tribunales Superiores de Justicia.